# Canoagem nos Jogos Pan-Americanos de 2015 - C-1 200 m masculino
A competição do C-1 200 metros masculino foi um dos eventos da canoagem nos Jogos Pan-Americanos de 2015. Foi disputada na Welland Pan Am Flatwater Centre, em Welland, nos dias 12 e 14 de julho.

## Calendário
Horário local (UTC-4).
| Data        | Horário | Fase          |
| ----------- | ------- | ------------- |
| 12 de julho | 10:30   | Eliminatórias |
| 12 de julho | 11:36   | Semifinal     |
| 14 de julho | 9:35    | Final         |

## Medalhistas
| Ouro   | BRA Isaquias Queiroz |
| Prata  | CAN Jason McCoombs   |
| Bronze | CUB Arnold Rodriguez |

## Resultados

### Eliminatórias
Os três melhores em cada bateria se classificaram diretamente para a final e os restantes disputaram a semifinal.
Bateria 1
| Pos. | Canoísta                 | País          | Tempo  | Obs. |
| ---- | ------------------------ | ------------- | ------ | ---- |
| 1    | Isaquias Queiroz         | BRA Brasil    | 40.189 | QF   |
| 2    | Ronny Ratia              | VEN Venezuela | 42.354 | QF   |
| 3    | Johnnathan Tafra         | CHI Chile     | 43.670 | QF   |
| 4    | Jonathan Ballina         | MEX México    | 44.377 | QS   |
| 5    | Sergio Johann David Diaz | COL Colômbia  | 45.675 | QS   |

Bateria 2
| Pos. | Canoísta               | País                     | Tempo  | Obs. |
| ---- | ---------------------- | ------------------------ | ------ | ---- |
| 1    | Jason McCoombs         | CAN Canadá               | 41.002 | QF   |
| 2    | Arnold Rodriguez       | CUB Cuba                 | 41.683 | QF   |
| 3    | Jordan Gonzalez Branda | ECU Equador              | 43.659 | QF   |
| 4    | Ariel Jimenez          | DOM República Dominicana | 44.923 | QS   |
| 5    | Facundo Pagiola        | ARG Argentina            | 46.315 | QS   |

### Semifinal
Os três primeiros colocados se classificaram para a final.
| Pos. | Canoísta                 | País                     | Tempo  | Obs. |
| ---- | ------------------------ | ------------------------ | ------ | ---- |
| 1    | Jonathan Ballina         | MEX México               | 44.566 | QF   |
| 2    | Sergio Johann David Diaz | COL Colômbia             | 45.259 | QF   |
| 3    | Ariel Jimenez            | DOM República Dominicana | 45.333 | QF   |
| 4    | Facundo Pagiola          | ARG Argentina            | 46.585 |      |

### Final
| Pos.              | Canoísta                 | País                     | Tempo  | Obs. |
| ----------------- | ------------------------ | ------------------------ | ------ | ---- |
| Medalha de ouro   | Isaquias Queiroz         | BRA Brasil               | 39.991 |      |
| Medalha de prata  | Jason McCoombs           | CAN Canadá               | 41.333 |      |
| Medalha de bronze | Arnold Rodriguez         | CUB Cuba                 | 41.459 |      |
| 4                 | Jordan Gonzalez Branda   | ECU Equador              | 42.925 |      |
| 5                 | Ronny Ratia              | VEN Venezuela            | 42.931 |      |
| 6                 | Johnnathan Tafra         | CHI Chile                | 44.242 |      |
| 7                 | Jonathan Ballina         | MEX México               | 44.911 |      |
| 8                 | Ariel Jimenez            | DOM República Dominicana | 45.145 |      |
| 9                 | Sergio Johann David Diaz | COL Colômbia             | 45.942 |      |